# Кемаль-ад-Дин Бехзад
Кемаль-ад-Дин Бехза́д (перс. کمال‌الدین بهزاد‎; ок. 1455, Герат, Государство Тимуридов — 1535/1536, Герат, Сефевидское государство) — персидский художник-миниатюрист, работавший в Герате с 1468 по 1506 год и признаваемый одним из крупнейших мастеров гератской школы миниатюры и всего Востока.

## Биография
Бехзад в истории персидского искусства является полулегендарной фигурой. Восторженные отзывы о нём современников и позднейших авторов стали причиной того, что его руке приписывается большое число работ — миниатюр и рисунков, с которыми специалисты до сих пор не смогли разобраться окончательно. Художественный авторитет Бехзада был так высок, что о нём счёл нужным упомянуть в своих мемуарах основатель династии Великих Моголов Бабур, не говоря уже о таких историках искусства, как Дуст Мухаммад или Кази Ахмед. Большинство исторических сообщений впоследствии подверглось критике. Наиболее достоверными сведениями считаются те, что изложены у известного историка Хондемира, в трудах, созданных им в 1499 и в 1524 годах, то есть ещё при жизни Бехзада.

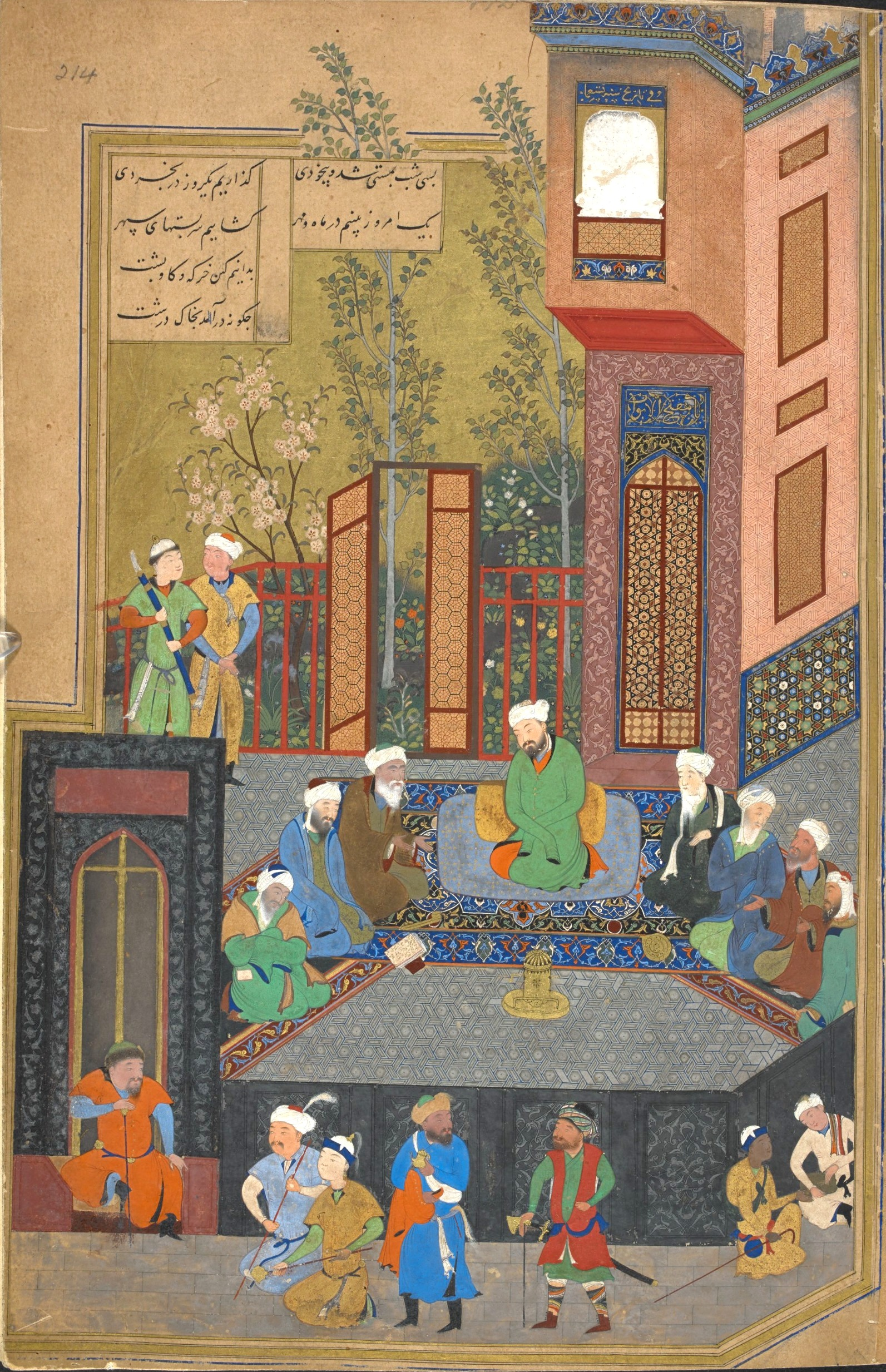
Бехзад. Искандер и семь мудрецов. Миниатюра. «Хамсе» Низами. 1495—1496 гг. Британская библиотека, Лондон

Точная дата рождения художника неизвестна, а приблизительную размещают между 1455 и 1460 годами. Поскольку нигде нет упоминаний о его знатном происхождении, можно предполагать, что Бехзад был выходцем из семьи небогатых горожан или ремесленников. По сообщениям историков, Бехзад рано остался сиротой. Воспитывал его известный каллиграф и художник Мирек Наккаш Хорасани, который при дворе Султана Хусейна Байкара занимал высокую должность китабдара — начальника библиотеки. Некоторые источники сообщают, что был ещё один художник, Пир Саид Ахмед Тебризи, которому Бехзад обязан своим искусством. К сожалению, исследователи до сих пор не обнаружили ни одной подписанной работы Пир Саид Ахмеда, поэтому степень воздействия его художественных приёмов на молодого Бехзада определить невозможно. Кроме того, на формирование личности Бехзада и его мировоззрения большое влияние оказал Алишер Навои, визирь, поэт и гуманист, создатель той творческой атмосферы, которая была присуща гератской придворной жизни во время правления Султана Хусейна Байкара. Историки считают, что Навои был непосредственным покровителем молодого таланта. А Хондемир утверждает, что уже в 23 года Бехзад стал ведущим художником гератской мастерской.
В 1480-е годы из стен китабхане Султана Хусейна Байкара вышло несколько манускриптов, в которых исследователи видят участие Кемаледдина Бехзада. В миниатюрах этих рукописей Бехзад проявляет себя и как мастер пейзажа, и как мастер батальных сцен, и как мастер изображений человеческих фигур и их индивидуальных особенностей. Ему принадлежит множество художественных нововведений.

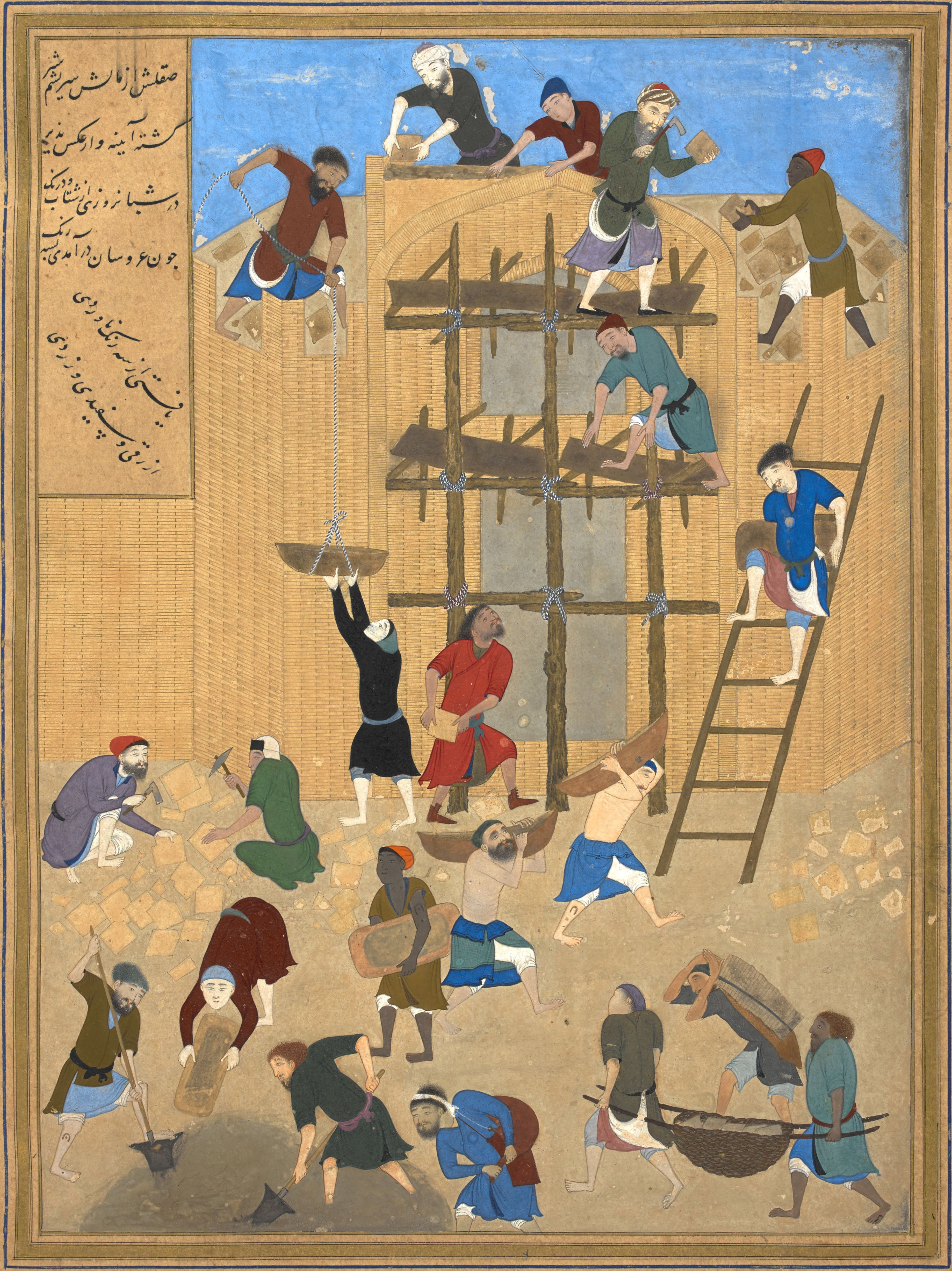
Бехзад. Строительство замка аль-Хаварнак. Миниатюра. «Хамсе» Низами. 1495—1496 гг. Британская библиотека, Лондон

В 1490-х годах указом Султана Хусейна Байкара Бехзад был назначен главой султанской китабхане — библиотеки и мастерской по переписке книг. Теперь Бехзад не только создает миниатюры и рисунки, но осуществляет руководство проектами и руководит работой художников.
В 1506 году умер Султан Хусейн Байкара, а через месяц после его смерти Герат захватили войска Бухарского ханства во главе со своим предводителем Мухаммедом Шейбани Ханом. Основатель империи Великих Моголов Бабур в своих «Записках» оставил о нём такое упоминание: «…После того, как Шейбани Хан взял Герат, он очень дурно обошёлся с женами и детьми (обоих) государей, не только с ними, но со всем народом. Ради преходящих благ нашей краткой жизни он учинил всевозможные грубости и непристойности… Всех поэтов и даровитых людей Шейбани Хан отдал во власть мулле Беннаи… Несмотря на свою безграмотность, учил Кази Ихтиара и Мухаммед Мир Юсуфа — знаменитых и даровитых гератских учёных — толковать Коран; взяв в руки перо, он исправлял писания и рисунки Султан Али-и Мешхеди и художника Бехзада…». Однако, несмотря на описания Бабура, Бехзад остался во главе китабхане в прежнем качестве, а Шейбани Хан позировал ему. От той поры остался превосходный портрет Шейбани Хана, созданный художником.

Бехзад. Портрет Шейбани Хана. Ок. 1507 года. Музей Метрополитен, США

Исследователи предполагают, что 1507—1510 годы Бехзад провёл в Бухаре, куда последовал за Шейбани Ханом наряду с другими гератскими художниками (хотя Бабур сообщает, что в эти годы он был в Герате). Однако в 1510 году основатель сефевидской династии шах Исмаил I (правил в 1501—1524гг) разгромил и убил Шейбани Хана, после чего Бехзад перебрался в Тебриз — столицу заново создаваемой персидской империи, которую на сей раз, посредством завоеваний, собирала династия Сефевидов. Слава Бехзада в этот период достигла своего зенита. В истории сохранился более похожий на анекдот рассказ о том, что во время битвы при Чалдыране в 1514 году, в которой турки-османы разгромили персидскую армию, шах Исмаил I прятал Бехзада и каллиграфа Шах Махмуда Нишапури в пещере как сокровища.

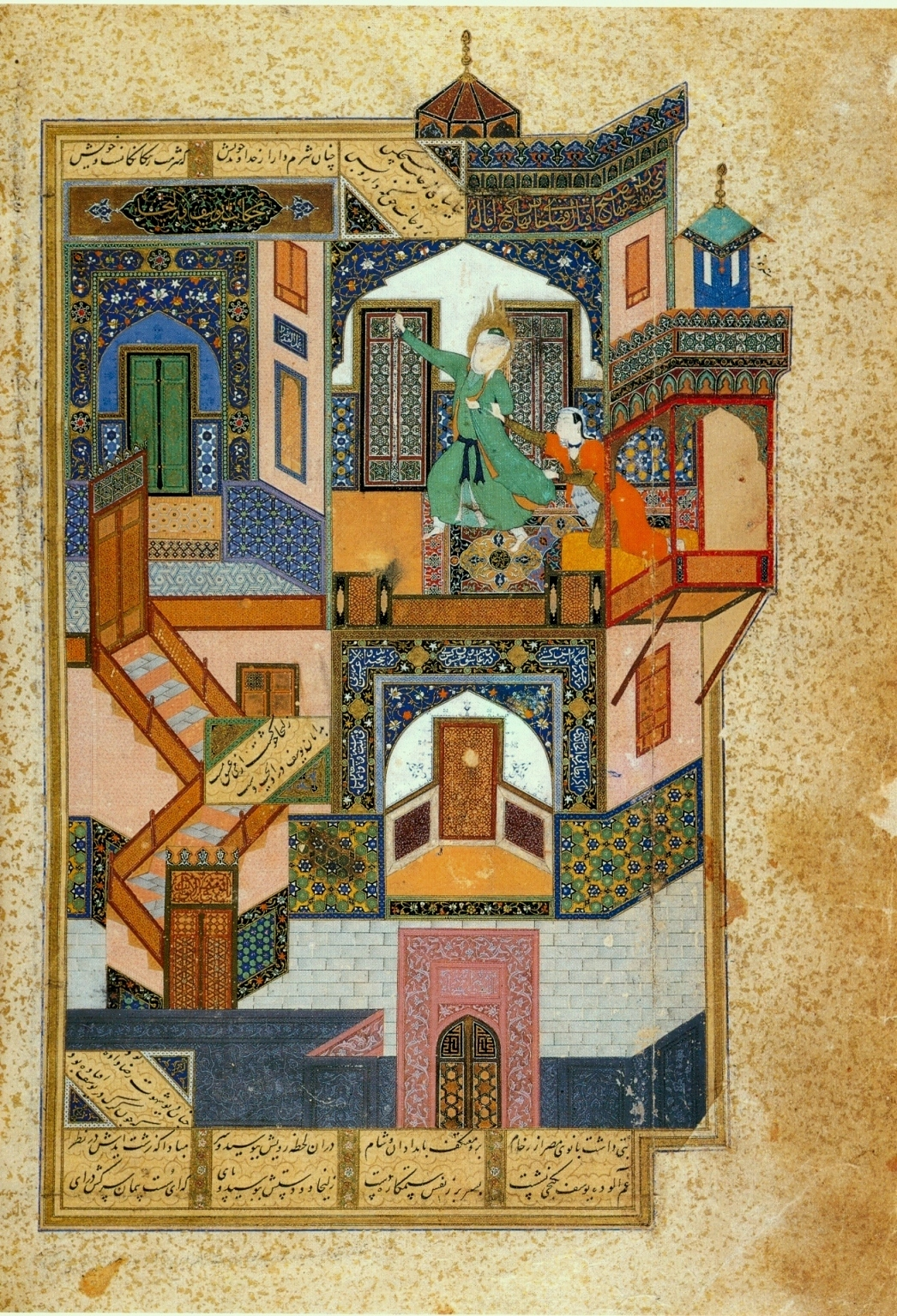
Бехзад. Юсуф отвергает жену Потифара. «Бустан» Саади, Герат, 1488, Каир, Национальная библиотека. Миниатюра из единственного манускрипта, имеющего подпись Бехзада. Эмоциональность героев, переданная художником, служит контрастом роскошному и безлюдному дворцу

Ко двору шаха Исмаила художник прибыл между 1520 и 1522 годом. Сефевидский историк Будаг-мунши сообщает: « … в пору, когда мастер Бехзад прибыл в Ирак, мастер Султан Мухаммад уже наладил работу придворной китабхане…» То есть Бехзад приехал уже в готовую мастерскую с налаженным производством манускриптов. Хондемир сообшает, что своим указом от 24 апреля 1522 года шах Исмаил назначил Бехзада главой шахской китабхане. В его указе, написанном в характерной цветистой манере, говорится: « … в соответствии с этим чудом нашего века, образец для живописцев и пример для золотых дел мастеров, мастер Кемаль-од-Дин Бехзад, кто своей кистью живописца пристыдил Мани и своим карандашом рисовальщика унизил страницы Аржанга…», и далее «Мы приказываем поручить и доверить ему обязанности надзора и наблюдения за служащими царской библиотеки, и каллиграфами, и живописцами, позолотчиками и рисовальщиками на полях рукописей, и за мастерами, растворяющими золото и приготавливающими золотые листочки, а также мастерами выше перечисленных профессий в пределах всех наших владений…» «Он же со своей стороны должен нарисовать и написать на таблице своего сердца и на странице своего просвещенного разума образ бескорыстности и форму честности». Однако через пару лет, в 1524 году шах Исмаил в возрасте 37 лет неожиданно скончался, и более позднее творчество Бехзада связывают обычно с именем следующего сефевидского правителя, шаха Тахмаспа I (правил в 1525—1576 годах), под покровительством которого Бехзад продолжил служить в шахской мастерской до самой своей смерти. Во всяком случае, сефевидские авторы — Хондемир, Кази Ахмед и Искандер Мунши, описывают его именно как художника шаха Тахмаспа.
Об этом периоде жизни Бехзада историк Будаг-мунши сообщает следующее: «Его привезли [ко двору] из Хорасана, и в течение ряда лет он состоял при государе в качестве собеседника. Он всегда вёл благопристойные беседы. [Вместе с тем] он постоянно прихлёбывал [вино] и ни мгновения не мог обойтись без рубинового вина и ярких губ виночерпия. Он дожил до семидесяти лет и таким образом поддерживал себя молодым. Несмотря на запрет пить вино, [его не трогали, так как] в нём нуждались, а его величество (то есть шах Тахмасп) полагал: мастер был старцем с чистым образом жизни». Указ о закрытии всех питейных заведений, опиумокурилен, публичных домов и всякого рода увеселительных учреждений был издан Тахмаспом 16 сентября 1534 года, то есть за полтора-два года до смерти художника. Однако, как следует из сообщения сефевидского историка, на мастера этот указ не распространялся. В китабхане под руководством Бехзада работал его племянник, каллиграф Рустам Али, а также два внучатых племянника — художники Мухибб Али и Музаффар Али, которые последовали со всем семейством Бехзада в Тебриз ко двору шаха Исмаила.
Кемаледдин Бехзад скончался в 1535 либо в 1536 году. Упоминание о месте его кончины содержится в «Трактате о каллиграфах и художниках» Кази Ахмеда. Он пишет: «Его смерть в стольном городе Герате в районе Кух-и-мухтар; он похоронен в ограде, полной живописных изображений». Однако Дуст Мухаммад сообщает, что художник был похоронен в Тебризе, рядом с могилой поэта-мистика шейха Камала. Впрочем, этот автор единственный, кто сообщает, что Бехзад похоронен именно в Тебризе.

## Творчество

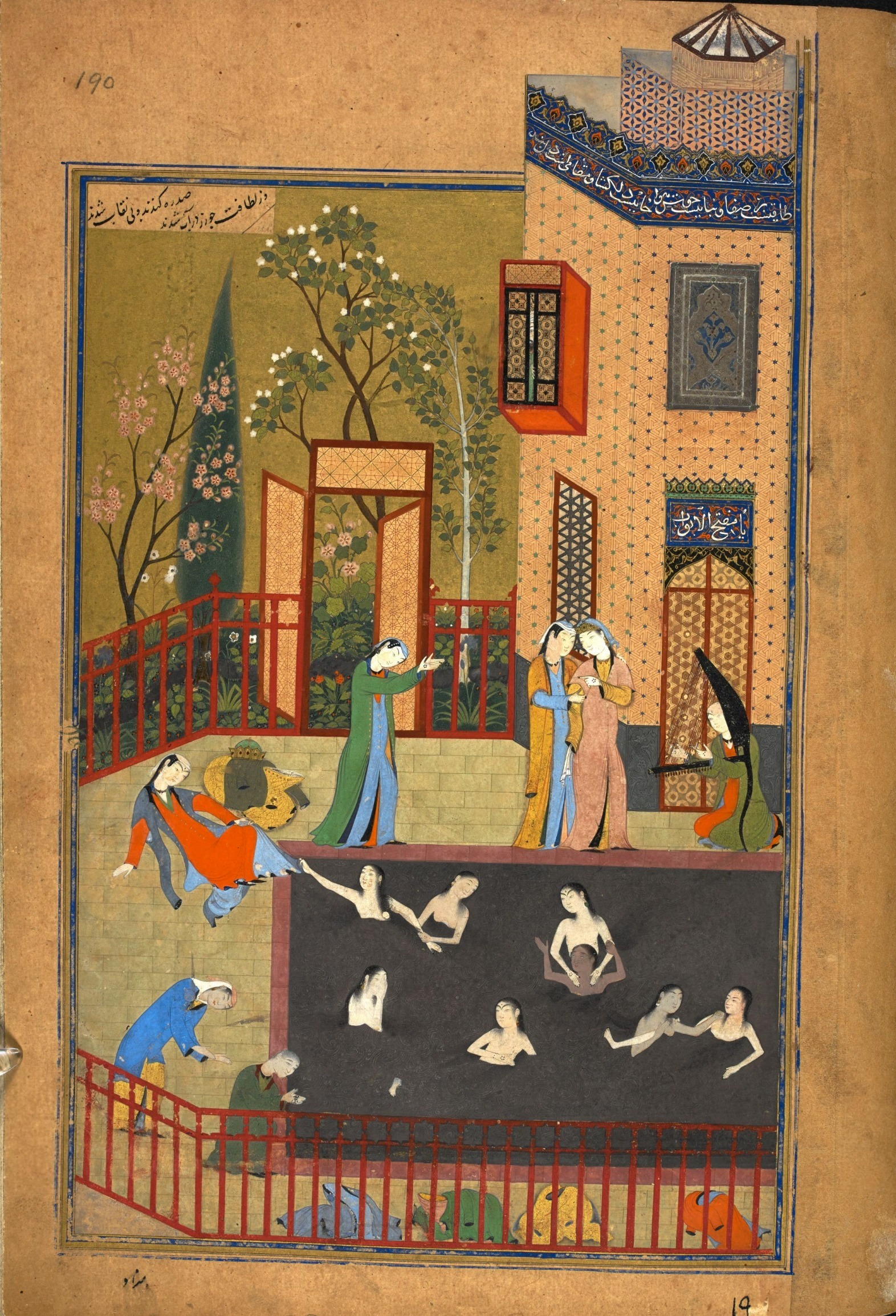
Бехзад. Искандер и сирены. Миниатюра. «Хамсе» Низами. 1495—1496 гг. Британская библиотека, Лондон

Художественное наследие, оставленное Бехзадом, до сих пор представляет собой проблему для исследователей, как в отношении атрибуции, так и в отношении реконструкции его творческой эволюции. Существует только одна рукопись с миниатюрами, на которых стоит его подпись, — это «Бустан» поэта Саади, хранящаяся ныне в Национальной библиотеке Каира. Манускрипт был создан для библиотеки Хусейна Байкара, в нём содержатся четыре миниатюры, подписанные Бехзадом; следы его подписи обнаружены также на фронтисписе книги. В колофоне, написанном Султаном Али Мешхеди, есть дата — 1488 год, однако две миниатюры содержат другую дату — 1489 год. Впрочем, даже в этом, казалось бы, бесспорном случае есть исследователи, сомневающиеся в достоверности подписей. Миниатюры остальных манускриптов с той или иной степенью уверенности приписываются кисти Бехзада на основании сравнительного анализа. Это миниатюры рукописей:
- «Зафарнаме» («Книга побед», автор Шараф ал-Дин Али Язди), с посвящением Хусейну Байкара, которая датируется 1467 годом, миниатюры — 1480 годом (Балтимор, Библиотека Гарретта)
- «Хамсе» (Пять поэм) Алишера Навои с посвящением Султану Хусейну Байкара от его сына Бади ал-Замана (1485 г., рукопись поделена на две части, одна в Оксфорде, Бодлейанская библиотека, другая в Манчестере)
- «Мантик ал-Таир» («Беседы птиц») поэта Аттара (1486 г., Нью-Йорк, музей Метрополитен).
- «Гулистан» (Розовый сад) Саади (1486 г., частное собрание)
- «Хамсе» (Пять поэм) поэта Низами, копия, сделанная в 1495-96 годах (Лондон, Британская библиотека)
- «Хамсе» Низами, копия, датированная 1442 годом, но с добавлением миниатюр, датированных 1490-ми годами (Лондон, Британская библиотека).

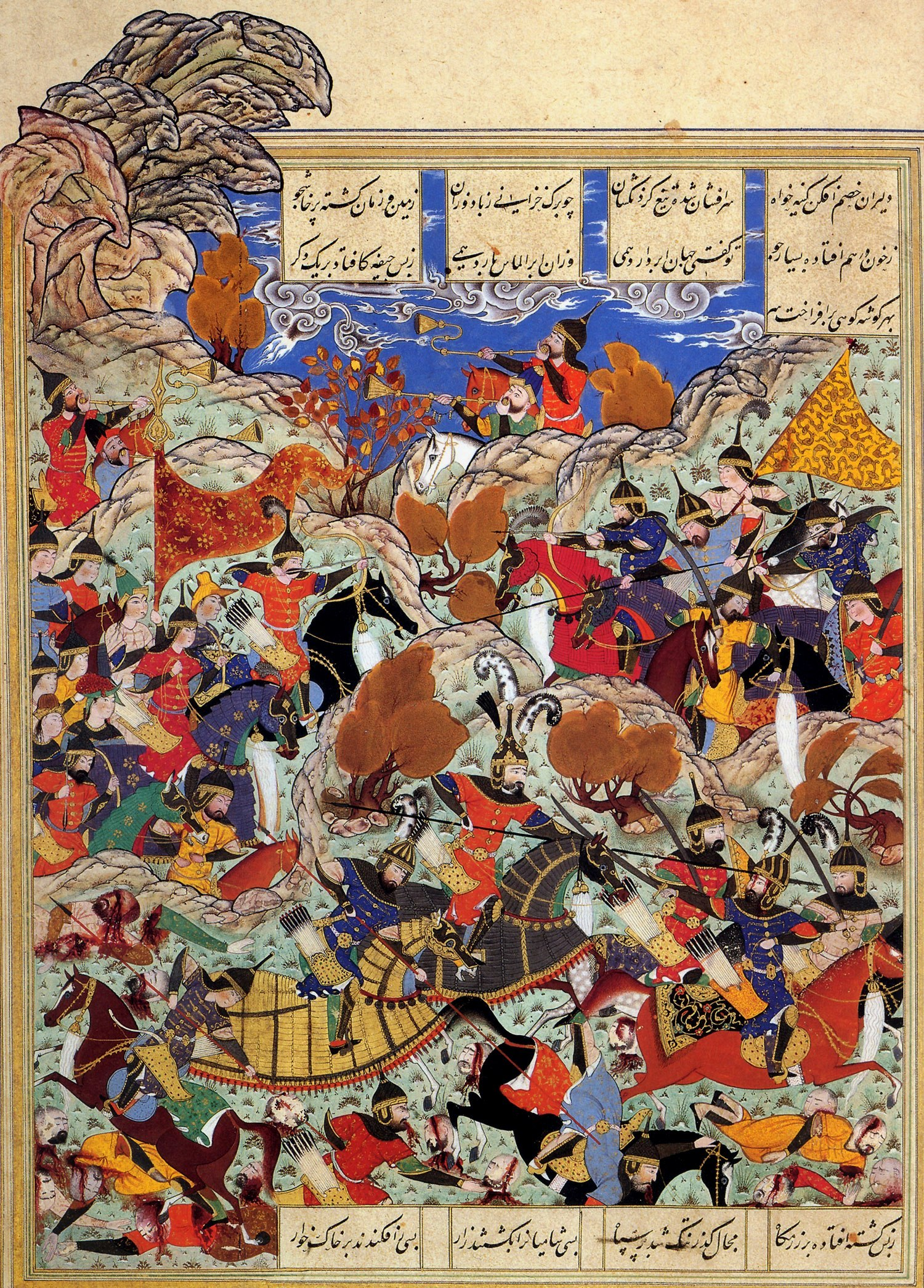
Бехзад. Битва Тимура и египетского султана. «Тимуридский Зафарнаме». 1528—1529 гг. Библиотека дворца Гулистан, Тегеран. Несмотря на то, что в начале рукописи указано имя Бехзада, современные учёные выражают сомнение, что миниатюры принадлежат именно ему. Об этом свидетельствует их стиль и тот факт, что Бехзад к этому времени был стар и мог только руководить процессом иллюстрирования

Итого семь манускриптов. Три из них — «Зафарнаме», «Гулистан» и «Хамсе» Низами от 1495—1496 гг. содержат надписи, оставленные могольским императором Джахангиром (правил в 1605—1627 годах), который был любителем и знатоком живописи. В пометках он приписывает Бехзаду все миниатюры «Зафарнаме», шестнадцать из двадцати одной миниатюры «Хамсе» Низами, а в отношении «Гулистана» сообщает, что не может определить руку художника. Большинство современных ученых разделяют мнение Джахангира в отношении рукописи «Зафарнаме», но выражают сомнение по поводу «Хамсе» Низами, поскольку её миниатюры приписывают также Миреку, Абд аль-Раззаку и Касиму Али. Один был учителем Бехзада, а двое других его последователями, поэтому весьма трудно отличить их руку от руки Бехзада. Так или иначе, но три этих манускрипта послужили источником вдохновения для могольских придворных художников. Иконографические схемы «Зафарнаме» использовались для создания могольских династических историй, таких как «Акбарнаме». В некоторых иных могольских рукописях содержатся композиции, прямо скопированные с миниатюр «Хамсе» Низами от 1495-96 гг.

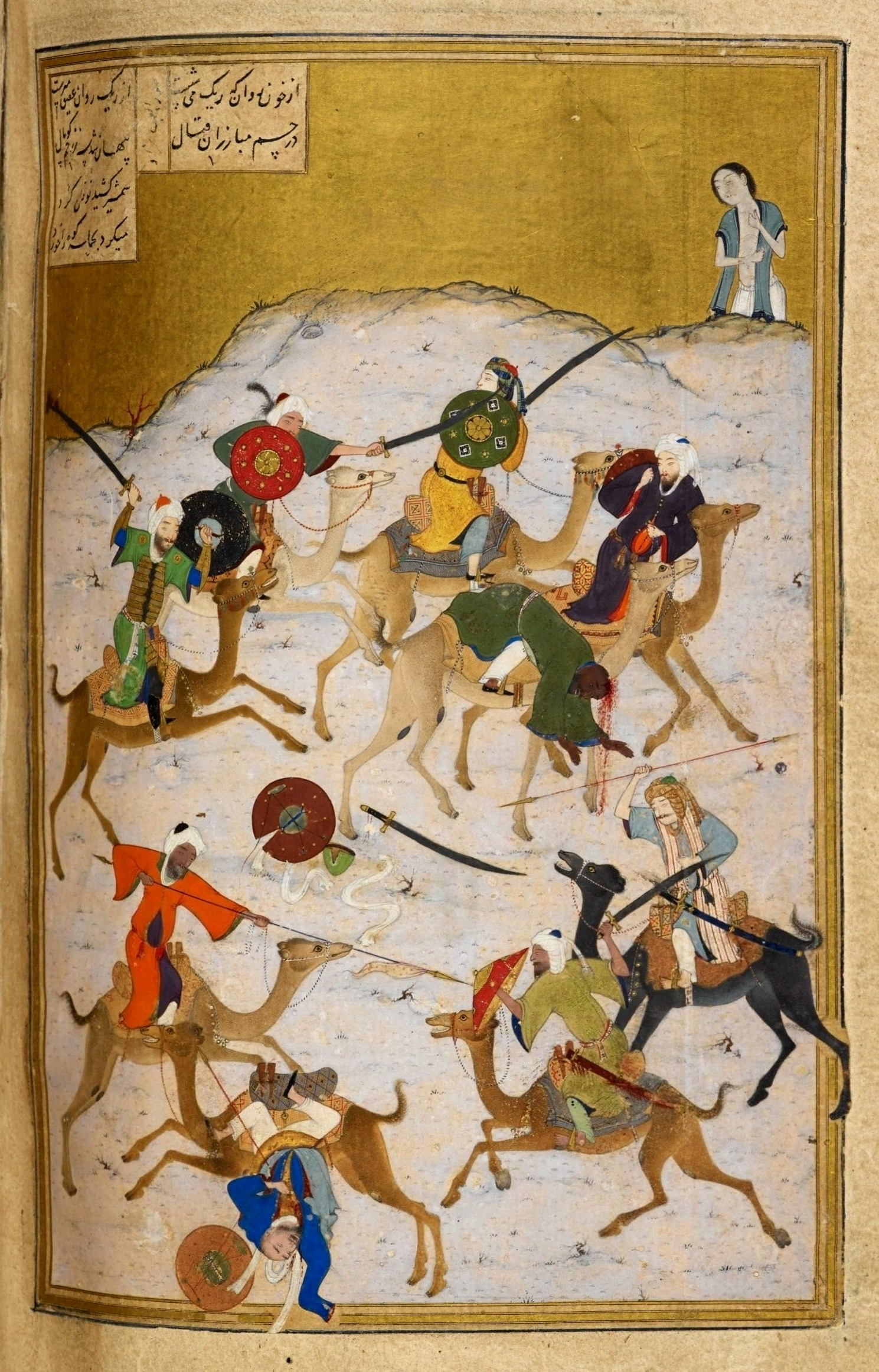
Бехзад. Меджнун смотрит на битву Ноуфаля с племенем Лейли. «Хамсе» Низами, 1442—1443, иллюстрация добавлена в 1490-е. Пример композиционной изысканности Бехзада; вся битва вписана в элегантный круг и больше похожа на ковровый орнамент, в ней нет обычного хаоса, присущего изображениям битв. Британская библиотека, Лондон

Кроме перечисленных, существуют два манускрипта, датируемые началом XVI века, созданные для шаха Тахмаспа I, в которых исследователи угадывают руку Бехзада — «Шахнаме» Фирдоуси (частное собрание), и ещё один вариант «Хамсе» Низами из Британской библиотеки в Лондоне. Некоторые из их миниатюр имеют композиционные особенности, сходные с миниатюрами «Бустана» Саади, созданными Бехзадом. Однако вопрос об их авторстве остаётся открытым.
Хондемир и Кази Ахмед сообщают, что Бехзад выполнял работы не только в манускриптах, но и на отдельных листах. К таким, бесспорно принадлежащим его руке, относят два портрета, Шейбани Хана и Хусейна Байкара, а также изображённые в тондо «Молодой и пожилой мужчина» (ок. 1528 г., Галерея Фрир, Вашингтон), и лист «Два дерущихся верблюда и их погонщики» (Тегеран, Библиотека дворца Гулистан). Кроме этого, существует множество отдельных рисунков, приписываемых Бехзаду, которые разбросаны по разным собраниям мира, однако их авторство вызывает сомнения.

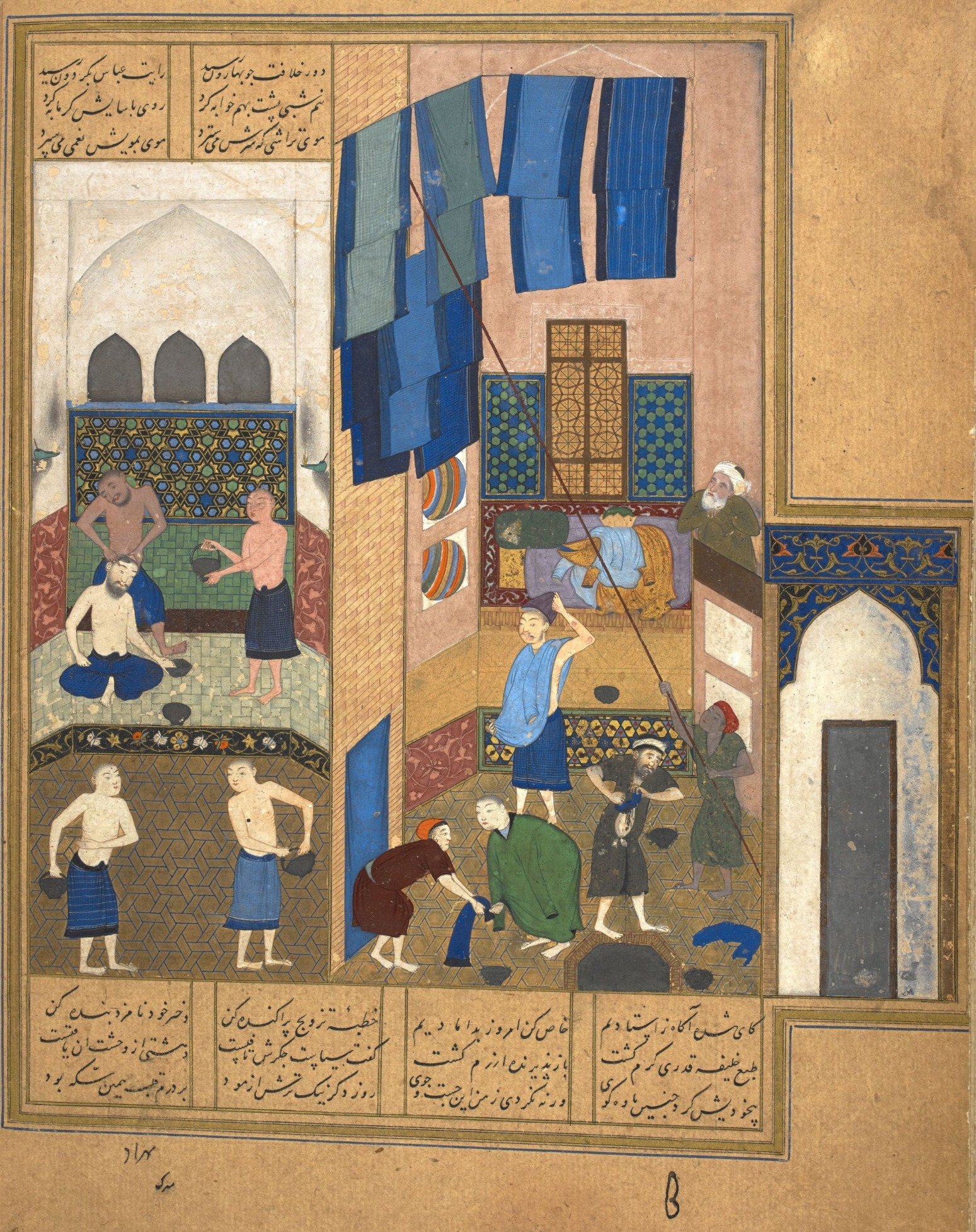
Бехзад. Гарун аль-Рашид в бане. Миниатюра. «Хамсе» Низами. 1495—1496 гг. Британская библиотека, Лондон

Дискуссии об индивидуальном художественном стиле Бехзада основываются на миниатюрах из каирского «Бустана» Саади. Эти миниатюры считаются отправной точкой для понимания его творчества.
В батальном жанре Бехзад создал новые иконографические схемы, в которых, несмотря на ярость изображённых сражений, уравновешенность композиции и цветовая гамма достигают уровня иллюзии восточного орнамента, радующего и успокаивающего глаз, но не переходящего в пестроту. Его композиционным решениям присуща особая уравновешенность и гармония. До появления Бехзада практически невозможно найти иного персидского художника, который с таким безупречным вкусом и чувством меры расставлял бы человеческие фигуры и другие композиционные элементы. Он великолепно владел линией, поэтому его фигурам свойственно ощущение движения. Кроме этого, при изображении людей Бехзад добивался портретного сходства, поэтому во многих миниатюрах исследователи обнаруживают повторяющиеся персоны, например, Султана Хусейна Байкара. Ему приписывают также то, что он первым стал передавать разный цвет кожи, как это есть у реальных людей. Особенно многими авторами отмечается тот факт, что в свои миниатюры Бехзад любил вставлять сценки из реальной жизни, не имеющие прямого отношения к сюжету, для того чтобы оживить и разнообразить их. Отмечают также присущее Бехзаду чувство юмора, которое часто проявлялось в его миниатюрах. В качестве примера можно привести миниатюру «Гарун аль-Рашид в бане», созданную на тему притчи о прославленном багдадском халифе Гаруне аль-Рашиде и брадобрее; на миниатюре поверх снятой в бане одежды можно разглядеть царскую корону.
У Бехзада было много последователей и учеников. Среди самых талантливых следует упомянуть Касима Али, Мир Сеида Али, Ага Мирека и Музаффара Али. Искусство Бехзада имело долгое эхо, и оказало влияние на среднеазиатскую (Бухара, Самарканд), сефевидскую и могольскую живопись.

## Память о Бехзаде
В Узбекистане имя Кемаледдина Бехзада (Камолиддина Бехзода) носят:
- Национальный институт художеств и дизайна[7]
- Мемориальный сад-музей Камолиддина Бехзода в Ташкенте
- Музей искусств имени Камолиддина Бехзода в Бухаре

Одной из центральных улиц Ферганы (где расположено здание региональной телерадиокомпании «Farg‘ona») по решению городского хокимията присвоено имя Бехзада.
Также его имя до 2011 года носил Национальный музей Таджикистана в Душанбе.
Бехзад упоминается в романе «Имя мне — Красный» Орхана Памука как один из великих миниатюристов.